# Concursul Muzical Eurovision Junior 2018
Concursul Muzical Eurovision Junior 2018 a fost cea de-a șaisprezecea ediție a competiției anuale, organizată de Televiziunea Națională de Stat și de Radio a Republicii Belarus (BRTC), în colaborare cu Uniunea Europeană de Radio și Televiziune (UERT). A avut loc în capitala bielorusă, Minsk, pe 25 noiembrie 2018, la Minsk-Arena, aceasta fiind cea de-a doua oară când competiția a avut loc în Belarus, după ediția din 2010.
Un număr record de 20 de țări au luat parte, printre care și Kazahstan și Tara Galilor, țări debutante. Franța a revenit pentru prima dată din 2004, împreună cu Azerbaidjan pentru prima din 2013 și Israel, care ratase ediția precedentă. Cipru s-a retras din competiție.
Câștigătoare a fost Roksana Węgiel, care a reprezentat Polonia cu piesa „Anyone I Want To Be”, aceasta fiind prima victorie a țării în competiție. Franța s-a clasat pe locul al doilea, cel mai bun rezultat al țării la momentul respectiv, în timp ce Australia s-a clasat pe locul al treilea pentru al doilea an la rând. Kazahstan a devenit a patra cea mai de succes țară debutantă, terminând pe locul al șaselea, în timp ce Țara Galilor a terminat pe ultimul loc.

## Locația

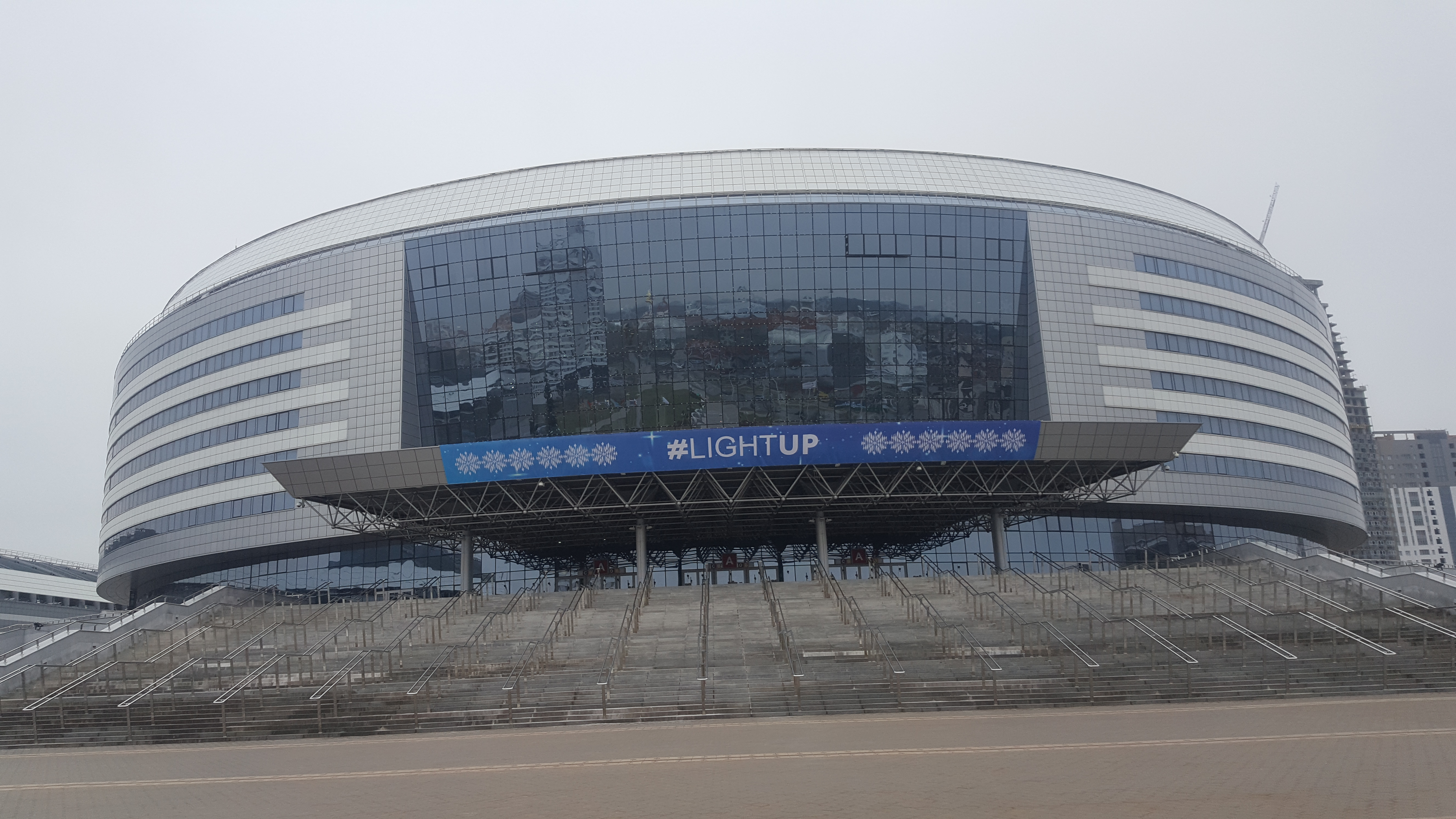
Minsk Arena in Minsk, where 2018 Junior Eurovision was hosted.

UERT a confirmat pe 16 octombrie 2017, că ediția din 2017 avea să se defășoare în Belarus. Acesta a fost a doua oară când țară a găzduit competiția, după ediția din 2010. Pe 18 martie 2018, Minsk-Arena, a fost confirmată ca sala de desfășurare de către organizatorii competiției. 

## Țări participante
Pe 25 iulie 2018, UERT a făcut publică lista oficială cu 19 țări participante. Israelului i s-a acordat permisiune specială pentru a participa de către televiziunea gazdă BTRC, deoarece țara câștigase concursul pentru adulți de la începutul anului 2018. Kazahstan a fost invitat să debuteze în acest an.
În ciuda retragerii inițiale din competiție de la 2 iulie 2018, din cauza unor dificultăți financiare, Ucraina a fost adăugată pe lista țărilor participante la 2 august 2018, stabilind astfel un record de 20 de participanți.
| Nr. | Țara                | Artist             | Piesă                                  | Limbă/Limbii        | Traducere                                  | Loc | Puncte |
| --- | ------------------- | ------------------ | -------------------------------------- | ------------------- | ------------------------------------------ | --- | ------ |
| 01  | Ucraina             | Darîna Krasnovețka | „Say Love”                             | ucraineană, engleză | „Spune dragoste”                           | 4   | 182    |
| 02  | Portugalia          | Rita Laranjeira    | „Gosto de tudo (já não gosto de nada)” | portugheză          | „Îmi place totul (nu îmi mai place nimic)” | 18  | 42     |
| 03  | Kazahstan           | Danelia Tuleșova   | „Ózińe sen” (Өзіңе сен)                | kazahă, engleză     | „Tu însuți”                                | 6   | 171    |
| 04  | Albania             | Efi Gjika          | „Barbie”                               | albaneză, engleză   | „Barbie”                                   | 17  | 44     |
| 05  | Rusia               | Anna Filipciuk     | „Unbreakable”                          | rusă, engleză       | „De nedistrus”                             | 10  | 122    |
| 06  | Țările de Jos       | Max și Anne        | „Samen”                                | olandeză, engleză   | „Împreună”                                 | 13  | 91     |
| 07  | Azerbaidjan         | Fidan Hüseynova    | „I Wanna Be Like You”                  | azeră, engleză      | „Vreau să fiu ca tine”                     | 16  | 47     |
| 08  | Belarus             | Daniel Iastremski  | „Time”                                 | rusă, engleză       | „Timp”                                     | 11  | 114    |
| 09  | Irlanda             | Taylor Hynes       | „IOU”                                  | irlandeză           | „Vă sunt recunoscător”                     | 15  | 48     |
| 10  | Serbia              | Bojana Radovanović | „Svet” (Свет)                          | sârbă               | „Lumea”                                    | 19  | 30     |
| 11  | Italia              | Melissa și Marco   | „What is Love”                         | italiană, engleză   | „Ce este dragostea”                        | 7   | 151    |
| 12  | Australia           | Jael               | „Champion”                             | engleză             | „Campion”                                  | 3   | 201    |
| 13  | Georgia             | Tamar Edilașvili   | „Your Voice”                           | georgiană, engleză  | „Vocea ta”                                 | 8   | 144    |
| 14  | Israel              | Noam Dadon         | „Children Like These”                  | ebraică             | „Copii ca aceștia”                         | 14  | 81     |
| 15  | Franța              | Angélina           | „Jamais sans toi”                      | franceză, engleză   | „Niciodată fără tine”                      | 2   | 203    |
| 16  | Republica Macedonia | Marija Spasovska   | „Doma” (Дома)                          | macedoneană         | „Acasă”                                    | 12  | 99     |
| 17  | Armenia             | L.E.V.O.N          | „L.E.V.O.N”                            | armeană             | „L.E.V.O.N”                                | 9   | 125    |
| 18  | Țara Galilor        | Manw               | „Perta”                                | galeză              | „Frumoasă”                                 | 20  | 29     |
| 19  | Malta               | Ela                | „Marchin' On”                          | engleză             | „Mergând mai departe”                      | 5   | 181    |
| 20  | Polonia             | Roksana Węgiel     | „Anyone I Want To Be”                  | poloneză, engleză   | „Oricine vreau să fiu”                     | 1   | 215    |

| Rezultatul voturilor online | Rezultatul voturilor online | Rezultatul voturilor online | Rezultatul voturilor online |
| Loc                         | Țără                        | Vot                         | Puncte                      |
| --------------------------- | --------------------------- | --------------------------- | --------------------------- |
| 1                           | Polonia                     | ~150 529                    | 136                         |
| 2                           | Franța                      | ~129 499                    | 117                         |
| 3                           | Kazahstan                   | ~114 003                    | 103                         |
| 4                           | Ucraina                     | ~86 333                     | 78                          |
| 5                           | Armenia                     | ~77 478                     | 70                          |
| 6                           | Țările de Jos               | ~75 264                     | 68                          |
| 7                           | Rusia                       | ~68 623                     | 62                          |
| 8                           | Italia                      | ~63 089                     | 57                          |
| 9                           | Australia                   | ~58,662                     | 53                          |
| 10                          | Belarus                     | ~58,662                     | 53                          |
| 11                          | Israel                      | ~52 021                     | 47                          |
| 12                          | Malta                       | ~47 594                     | 43                          |
| 13                          | Portugalia                  | ~46 487                     | 42                          |
| 14                          | Georgia                     | ~43 166                     | 39                          |
| 15                          | Irlanda                     | ~39 846                     | 36                          |
| 16                          | Republica Macedonia         | ~38 739                     | 35                          |
| 17                          | Albania                     | ~37 632                     | 34                          |
| 18                          | Azerbaidjan                 | ~33 205                     | 30                          |
| 19                          | Țara Galilor                | ~32 098                     | 29                          |
| 20                          | Serbia                      | ~30 991                     | 28                          |
| Total                       | Total                       | 1 283 921                   | 1160                        |